# Giancarlo Cucchiella
Giancarlo Cucchiella (L'Aquila, 18 febbraio 1953) è un ex rugbista a 15 italiano.

## Biografia
Pilone, crebbe nell'Aquila prima di passare al club di nuova formazione del Noceto (prov. di Parma). Ha esordito all'Aquila Rugby a 17 anni e 8 mesi, sotto la guida di Sergio Del Grande, l'11 ottobre 1970 nell'incontro Sanson Rovigo-L'Aquila 3-3. In neroverde ha collezionato 172 presenze e ha realizzato 60 punti frutto di 15 mete.
Nazionale dal 1973 (il suo primo incontro fu un match contro un XV dell'Australia al Fattori dell'Aquila, mentre il primo full international fu nel 1979 contro la Polonia), disputò 22 incontri totali con l'Italia, di cui l'ultimo, contro Figi, nel corso della Coppa del Mondo di rugby 1987, in cui marcò anche i suoi unici punti internazionali, una meta (all'epoca del valore di 4 punti).
Sua figlia Elisa è anch'essa rugbista - ugualmente nel ruolo di pilone - e internazionale per l'Italia Femminile dal 2005.